# Iddin-Dagan
Iddin-Dagan est le troisième roi de la Ire dynastie d'Isin. Ses dates de règne se situent vers 1974-1954 av. J-C. Peu d'informations sont connues sur ce roi. Il succède à son père Shu-ilishu (vers 1984-1975) et est remplacé par Ishme-Dagan. 